# Национальный фронт Ирана
Национальный фронт Ирана (перс. جبهه ملی ایران‎, или Jebhe Melli) — демократическая, политическая оппозиционная группа, основанная Мохаммедом Мосаддыком и другими светскими лидерами националистической, либеральной или социал-демократической политической ориентации. Несколько лет находилась при власти, но после путча 1953 года утратила её и продолжила свою деятельность в оппозиции.

## Эра Мосаддыка (1949—1953)
Национальный фронт был правящей коалицией, сформированной в конце 1940-х годов Мохаммедом Мосаддыком, мобилизовавшим для этого широкий спектр партий и объединений. Наиболее важными группами в составе Фронта были Иранская партия, Партия трудящихся, Национальная партия и Тегеранское объединение ремесленников и рыночных торговцев.
Вскоре после создания, Национальный фронт противопоставил себя Западному господству в сфере природных ресурсов Ирана, приносившим прибыль в большинстве своём концессиям основанным в поздний каджарский период (в первую очередь Англо-Персидской нефтяной компании (АПНК), и попытался снизить британское влияние в стране, инициируя взаимоотношения с США. Незадолго до своего избрания премьером в апреле 1951 года, Мосаддык вместе с министром иностранных дел Хоссейном Фатеми форсировали принятие закона о национализации нефтяных месторождений Ирана, Меджлис принял его в марте 1951 года. До сих пор месторождения принадлежали АПНК, и иранское правительство получало минимальную компенсацию за их использование. Это привело к Абаданскому кризису и инспирированному англо-американскими спецслужбами путчу против Мосаддыка в 1953 году.
До серии расколов произошедших в 1952 и 1953 годах, Национальный фронт состоял из четырёх основных партий:
- Иранская партия (основана в 1946 году как платформа для иранских либералов, включала такие личности как Карим Санджаби, Голям Хоссейн Садиги, Ахмад Зиракзадех и Аллахяр Салех)
- Партия трудящихся иранской нации (левое крыло партии пропагандировало социалистический Иран, возглавлялось Моззафаром Багаи и Халилом Малеки)
- Муджахедин Ислам (исламская партия возглавляемая аятоллой Аболь-Касемом Кашани)

## Второй и Третий Национальный фронт

Лидер Национального фронта Мохаммед Мосаддык

Вследствие организованного ЦРУ/МИ6 переворота — Национальный фронт оказался вне закона, наиболее высокопоставленные представители движения были арестованы и предстали перед военным судом. Шах Мохаммед Реза Пехлеви стал непререкаемым правителем Ирана, хотя формально власть принадлежала премьер-министру Фазлолле Захеди (который перед этим содействовал возврату шаха к власти). В этой атмосфере полицейских репрессий, несколько бывших членов Национального фронта (преимущественно из среды лидеров нижнего уровня) создают подпольную сеть под названием Национальное движение сопротивления. Эта группа, включавшая будущих премьер-министров Мехди Базаргана и Шапура Бахтияра, ставила перед собой цель восстановить демократию, посредством свободных и честных выборов. Их активность проявлялась в распространении листовок стремящихся повлиять на выборы в Меджлис 1954 года (которые в результате были сфальсифицированы в пользу про-шахских кандидатов). Под давлением государства движение вскоре распалось. Однако в 1960 году учреждается Второй Национальный фронт, включавший в себя столь заметные личности как — Карим Санджаби, Мехди Базарган, Аллахяр Салех, Шапур Бахтияр, Дариуш Фороухар, Голям Хоссейн Садиги, Адиб Боруманд, Мохаммад Али Хонджи и других. Они стремились вернуть Мохаммеда Мосаддыка в премьерское кресло и восстановить конституционную монархию. Поначалу казалось, что организация набирает силу. Но в дальнейшем её лидеры погрязли в спорах и разногласиях относительно организации действий Фронта, тактики в отношении режима шаха и формы предполагаемого правительства, в которое входил бы Национальный фронт. Эти споры привели к напряжённости между высокопоставленными лидерами и студенческими активистами, и, в 1961 году Базарган, Махмуд Талегани (видный шиитский богослов) и другие сформировали Движение за Свободный Иран (ДСИ), которое провозгласило своей целью построение демократической страны, где исламская религия играла бы существенную роль в государстве и обществе (в противоположность более светской ориентации Национального фронта).
Следующая проблема возникла с избранием в апреле 1961 года Али Амини на пост премьер-министра. Бытовало широко распространённое убеждение, что шах назначил Амини под давлением администрации Кеннеди. Частично по этой причине лидеры Национального фронта упорно отказывались сотрудничать правительством Али Амини. Политические волнения нарастали и в 1962 году Амини ушёл в отставку из-за спора с шахом касающегося уменьшения военного бюджета. На следующий год, в июле 1963-го, вспыхнуло большое религиозное восстание, очагами которого стали города Тегеран, Кум, Мешхед, Шираз и Варамин. Причиной беспорядков послужил арест аятоллы Рухоллы Хомейни, критиковавшего шаха, его земельные реформы, а также разрешение женщинам принимать участие в выборах. Восстание было жестоко подавлено иранской армией. В это время и был организован Третий Национальный фронт, который включал в себя ДСИ (религиозные националисты, Melli-Mashabis), Партия иранской нации (лидер Дариуш Фороухар, Hezb-e Mellat-e Iran), Общество иранских социалистов (возглавляемых Халилом Малеки, видным деятелем времён Моссадыка, которому было отказано в членстве во Втором Национальном фронте из-за его прошлых связей с коммунистической партией Туде) и студенческих активистов.
Второй и Третий национальные фронты значительно отличались друг от друга в тактическом подходе к диалогу с режимом шаха. Предшественники верили в терпеливое ведение переговоров с шахом и его приближёнными в надежде на мирный переход к демократии. В отличие от этого пассивного подхода, Третий Национальный фронт защищал стратегию гражданского неповиновения и протестов, рассчитывая что перед лицом экономического краха режим будет вынужден идти на соглашение с оппозицией. Но в 1964 году шах Мохаммед Реза укрепил свой контроль в стране за счёт расширения полномочий службы САВАК, печально известной пытками и убийствами, применяемыми не только к оппозиционерам, но и к рядовым иранцам за неосторожно произнесённые слова против существующего порядка. В условиях полицейского террора Национальный фронт фактически прекратил своё существование (только в изгнании продолжали работать ячейки в США и Европе).

## Иранская революция
В конце 1977 года Национальный фронт был восстановлен усилиями Карима Санджаби (бывший министр образования в правительстве Мосаддыка), Шапура Бахтияра (бывший заместитель министра труда в правительстве Мосаддыка) и Дариуша Фороухара (глава Партии иранской нации). Они написали открытое письмо шаху, в котором критиковали его политику и призывали к изменению системы власти в сторону конституционной монархии, к уважению свободы слова, просили придерживаться свободных и прозрачных выборов. Под давлением администрации Картера к концу 1976 года внутренняя обстановка в стране изменилась к лучшему, что позволило многим образованным, либерально мыслящим иранцам высказать накопившиеся обиды против режима шаха. Но в январе 1978 года вновь произошла вспышка насилия в священном городе Кум после публикации статьи в про-правительственной газете с нападками на Рухоллу Хомейни, выставлявшей его реакционером и британским агентом. Невзирая на устрашающее присутствие САВАК и суровые репрессии, проявленные режимом к протестующим, волнения росли и распространялись на другие города, такие как Тебриз, который был потрясён бунтовщиками и в скором времени оказался в их руках. К концу 1978 года уже почти вся страна (а не только оппозиция) была охвачена ненавистью к шаху, акциями неповиновения, протеста, уличные столкновения с полицией и армией становились всё интенсивней и кровопролитней. В то же время аятолла Хомейни был признан как безусловный духовный лидер восстания. Карим Санджаби, как представитель Национального фронта, прилетел в Париж, чтобы вынести после встречи с Хомейни «короткую декларацию, которая говорила о том, что Ислам и демократия являются отныне двумя основными принципами», и вверяет Национальному фронту двуединую цель упразднения монархии, и установления демократического и исламского правительства на её месте.
Это было отступление от курса Национального фронта, и давней цели преобразования монархии. Это вызвало определённые трения в руководстве движения (хотя большая часть рядового состава и лидеров поддерживали новую ориентацию). Трения усилились когда Шапур Бахтияр, один из трёх лидеров, принял приглашение шаха стать премьер-министром страны, на условии, что шах будет царствовать, но не править. Решение Бахтияра сотрудничать с шахом вынудило Национальный фронт осудить его как предателя и исключить из организации. Только немногие умеренные люди светской ориентации из руководства последовали за Бахтияром и объединились с монархией.
16 января шах, к радости народных масс, покинул страну, к 11 февраля режим развалился и аятолла Хомейни стал политическим лидером Ирана. Поначалу Национальный фронт поддерживал Временное правительство Ирана и установление исламской республики. Но в итоговых формулировках Хомейни, вопреки настояниям Санджаби, «отказался включить слово „демократия“ и в название нового государства, и в его конституцию.» В скором времени стало ясно, что модель исламского общества аятолла Хомейни будет строиться не на основе демократии, а на теократических правилах исламских юристов — Вилаят аль-факих, и традиционных исламских законах шариата.
В июне 1981 года, после того как парламент одобрил закон возмездия (кровной мести), Национальный фронт призвал жителей Тегерана участвовать в демонстрации 15 июня 1981 года. Хомейни отреагировал, объявив, что «Национальный фронт осуждён с сегодняшнего дня», все противники закона возмездия являются отступниками ислама, угрожал лидерам Фронта смертной казнью, если они не покаются. Лидеры Освободительного движения и Абольхасан Банисадр принесли публичные извинения за поддержку Фронта по телевидению и радио.
К 1982 году светский Национальный фронт был запрещён в Иране, и некоторые его лидеры (включая Карима Санджаби) бежали за границу.

## Лидеры партии
- Мохаммед Мосаддык (1949–1960)
- Аллаяр Салех (1960–1964)
- Карим Санджаби (1967–1988)
- Адиб Боруманд (1993–2017)
- Сейед Хоссейн Мусавиан (с 2018)